# Мазарюк Сергій Пилипович
Мазарюк Сергій Пилипович (9 вересня 1895, м. Київ — ?) — український військовослужбовець, підполковник Армії УНР.

## Біографія
На військову службу вступив у 1915 р. Останнє звання у російській армії — підпоручик (артилерії).
В українській армії з 1917 року. У 1920-1921 роках — командир батареї 4-ї гарматної бригади 4-ї Київської дивізії Армії УНР. 1 листопада 1921 року відмовився брати участь у Другому зимовому поході на чолі 2-го гарматного куреня через жахливий стан забезпечення Повстанської армії. Станом на 15 вересня 1922 року — приділений до штабу 4-ї Київської стрілецької дивізії. Подальша доля невідома.

## Вшанування пам'яті
28 травня 2011 року у мікрорайоні Оболонь було відкрито пам'ятник «Старшинам Армії УНР — уродженцям Києва». Пам'ятник являє собою збільшену копію ордена «Хрест Симона Петлюри». Більш ніж двометровий «Хрест Симона Петлюри» встановлений на постаменті, на якому з чотирьох сторін світу закріплені меморіальні дошки з іменами 34 старшин Армії УНР та Української Держави, які були уродженцями Києва (імена яких вдалося встановити історикам). Серед іншого вигравіруване й ім'я Сергія Мазарюка.